# مايك فيري
مايك فيري (بالإنجليزية: Mike Ferry)‏ هو مجدف أمريكي، ولد في 13 أبريل 1974 في برينستون في الولايات المتحدة.

## وصلات خارجية
- مايك فيري على موقع الاتحاد الدولي للتجديف (الإنجليزية)
- مايك فيري على موقع اللجنة الأولمبية الدولية (الإنجليزية)
- مايك فيري على موقع أوليمبيديا (الإنجليزية)